# Prophecy (album)
Albums de Soulfly
3
(2002) Dark Ages
(2005)
Prophecy est le quatrième album du groupe de metal Soulfly sorti en 2004.

## Listes des titres
1. Prophecy – 3:35
2. Living Sacrifice – 5:03
3. Execution Style – 2:18
4. Defeat U – 2:10
5. Mars – 5:25
6. I Believe – 5:53
7. Moses – 7:39
8. Born Again Anarchist – 3:43
9. Porrada – 4:07
10. In the Meantime – 4:45
11. Soulfly IV – 6:04
12. Wings – 6:03